# Prva crnogorska nogometna liga 2006./07.
Sudionici Prve crnogorske nogometne lige 2006/07. su:
- Budućnost iz Podgorice
- Berane
- Dečić iz Tuzi
- Grbalj
- Jedinstvo iz Bijelog Polja
- Kom iz Podgorice
- Mladost iz Podgorice
- Mogren iz Budve
- Petrovac
- Rudar iz Pljevlja
- Sutjeska iz Nikšića
- Zeta iz Golubovaca

Ovo je prvo prvenstvo samostalne Crne Gore u nogometu u povijesti.

## Natjecateljski sustav
Igra se trokružni liga-sustav, svatko sa svatkim, po jedna utakmica na domaćem i na gostujućem terenu, a u trećem dijelu prvenstva, domaćin trećeg susreta se izvlači ždrijebom.

## Ljestvica
| mj. | klub                        | ut. | pob. | ner. | por. | gol+ | gol- | bod |
| --- | --------------------------- | --- | ---- | ---- | ---- | ---- | ---- | --- |
| 1.  | Zeta Golubovci              | 33  | 25   | 4    | 4    | 65   | 18   | 78  |
| 2.  | Budućnost Podgorica         | 33  | 22   | 10   | 1    | 58   | 12   | 76  |
| 3.  | Grbalj Radanovići           | 33  | 14   | 7    | 12   | 37   | 30   | 49  |
| 4.  | Rudar Pljevlja              | 33  | 14   | 5    | 14   | 37   | 32   | 47  |
| 5.  | Mogren Budva                | 33  | 10   | 12   | 11   | 27   | 27   | 42  |
| 6.  | Petrovac (Petrovac na Moru) | 33  | 10   | 10   | 13   | 24   | 37   | 40  |
| 7.  | Kom Podgorica               | 33  | 9    | 11   | 13   | 27   | 30   | 38  |
| 8.  | Sutjeska Nikšić             | 33  | 10   | 8    | 15   | 24   | 33   | 38  |
| 9.  | Mladost Podgorica           | 33  | 9    | 11   | 13   | 34   | 49   | 38  |
| 10. | Dečić Tuzi                  | 33  | 8    | 10   | 15   | 29   | 46   | 34  |
| 11. | Jedinstvo Bijelo Polje      | 33  | 6    | 13   | 14   | 27   | 51   | 31  |
| 12. | Berane                      | 33  | 7    | 7    | 19   | 25   | 48   | 28  |

- Petrovac na Moru – često se spominje samo kao i Petrovac
- "Petrovac" – također i kao "OFK Petrovac"

Prvak je FK "Zeta".
Igrala je u postavi S. Ivanović, Tumbasević, Vučković, Radulović, Đurović, Korać, Kaluđerović, B. Ivanović, Marković, Knežević, Boljević, Ćetković, Peličić, Stijepanović.
"Zeta" igra kvalifikacije za Ligu prvaka, "Budućnost" i "Rudar" odlaze igrati u Kup UEFA, "Grbalj" u Intertoto kup.
"Berane" ispadaju u drugu ligu.
"Lovćen" je novi prvoligaš.
Za opstanak u 1. ligi, odnosno ulazak u 1. ligu razigravaju "Dečić", "Jedinstvo" (BP), "Ibar" i kotorski "Bokelj".
Nakon razigravanja, 2. mjesto za 1. ligu je izborio "Bokelj".

## Najbolji strijelci
- 16 pogodaka – Čakar (Rudar), Korać (Zeta)
- 13 pogodaka – A. Camaj (Dečić)
- 12 pogodaka – Stjepanović (Zeta)
- 11 pogodaka – I. Burzanović (Budućnost), Bošković (Grbalj)

## Vanjske poveznice
- Sve je moguće u zemlji čuda  Arhivirana inačica izvorne stranice od 25. svibnja 2007. (Wayback Machine) Članak na sportnet.hr